# Canon EOS IX
Canon EOS IX — однообъективный зеркальный фотоаппарат стандарта APS компании Canon, созданный в 1996 году. На японском рынке камера продавалась под названием EOS IX E. По характеристикам фотоаппарат сопоставим с малоформатным аналогом Canon EOS 500N, но обладает дополнительными возможностями усовершенствованной фотосистемы: впечатывание даты на обороте снимка и возможность повторной съёмки на недоснятые кассеты.
Камера работала с плёнкой формата IX240 (C, H и P), была оборудована 3-зонным автофокусом и новым (на тот момент) «горячим башмаком», поддерживающим согласованные вспышки системы E-TTL. Стандартный байонет Canon EF позволяет использовать любую оптику этой системы, хотя камера комплектуется объективом, специально разработанным для уменьшенного кадра APS. Среди фотоаппаратов, выпущенных для усовершенствованной фотосистемы, Canon EOS IX поддерживал её особенности в наиболее полном объёме: кроме повторной съёмки недоснятых кассет и записи даты съёмки, камера записывает на магнитную дорожку плёнки данные об экспозиционных параметрах, использованном режиме измерения и серийный номер фотоаппарата.
Благодаря возможности считывания минифотолабораторией условий съёмки, доступна печать снимков без автоматической компенсации отклонения плотности негатива, позволяя корректно отображать заданный фотографом тональный диапазон.

## Галерея

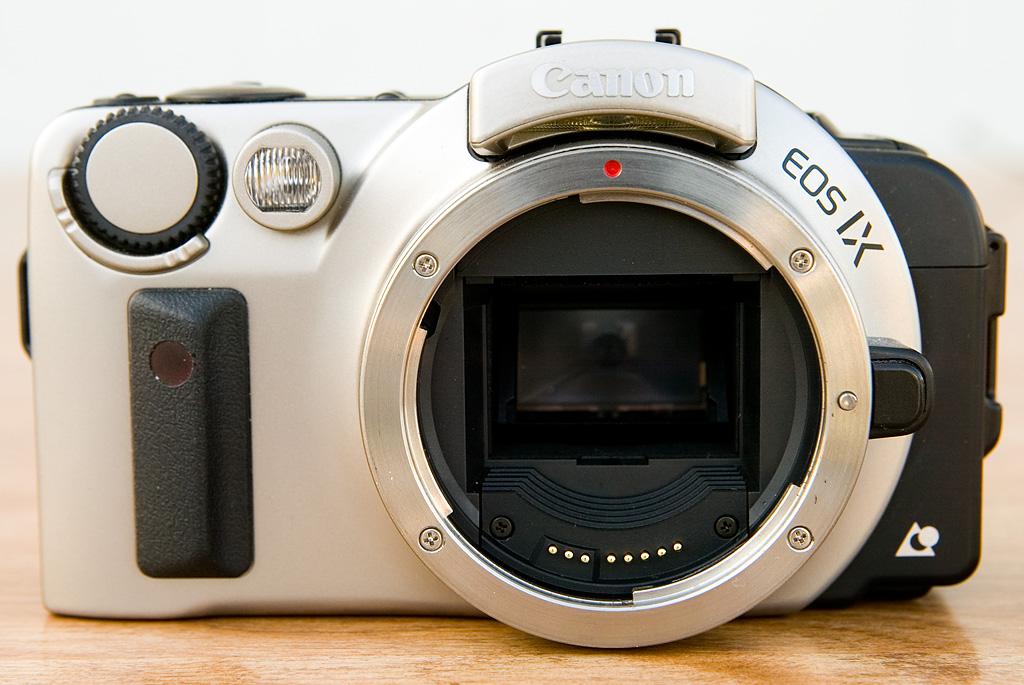
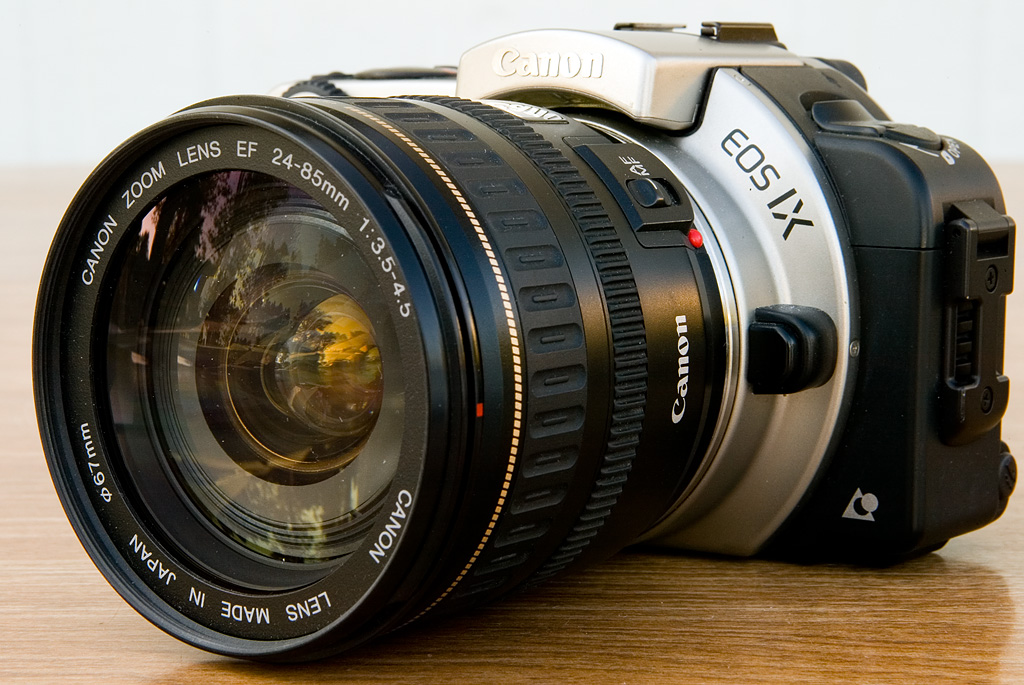
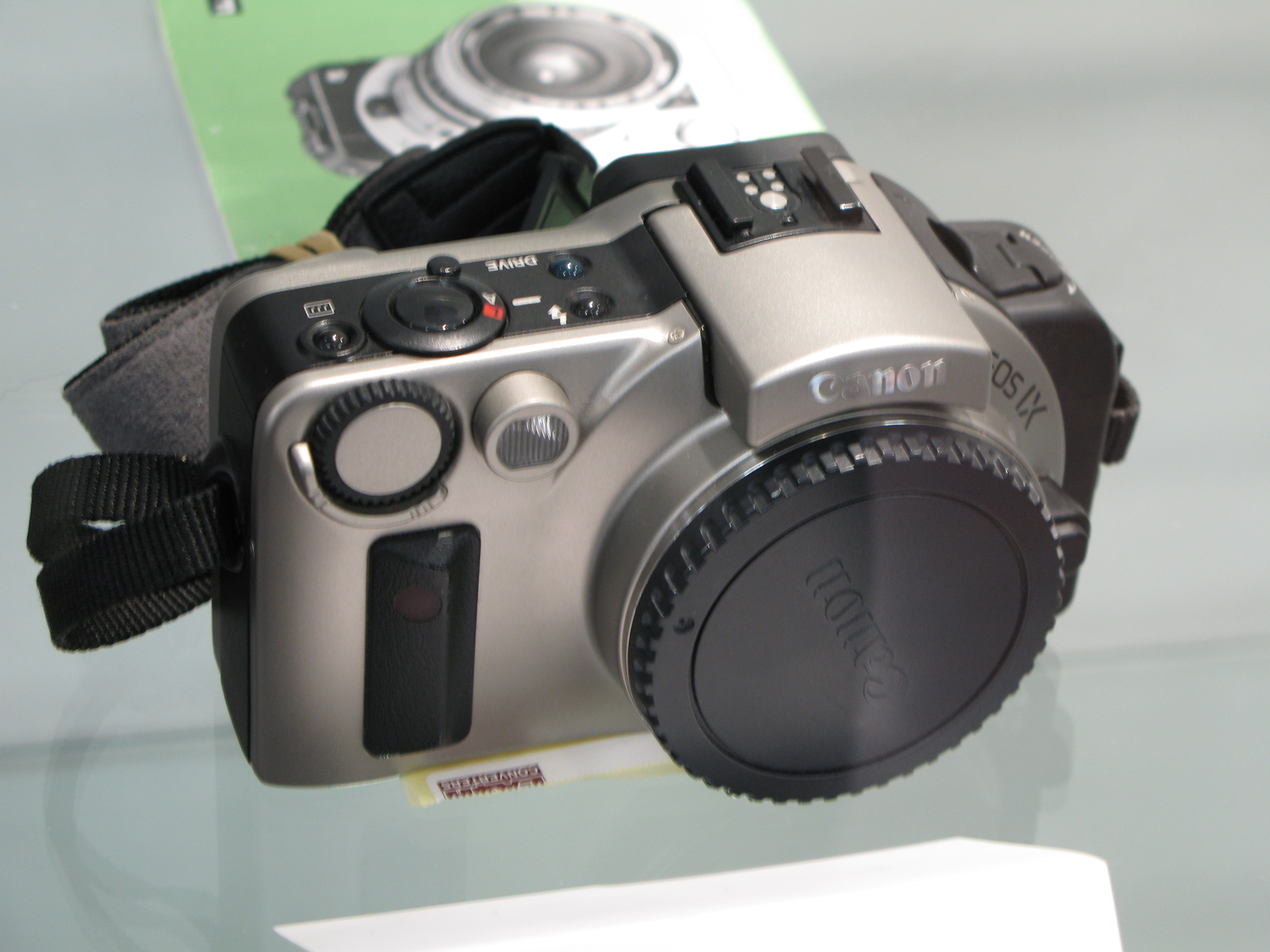
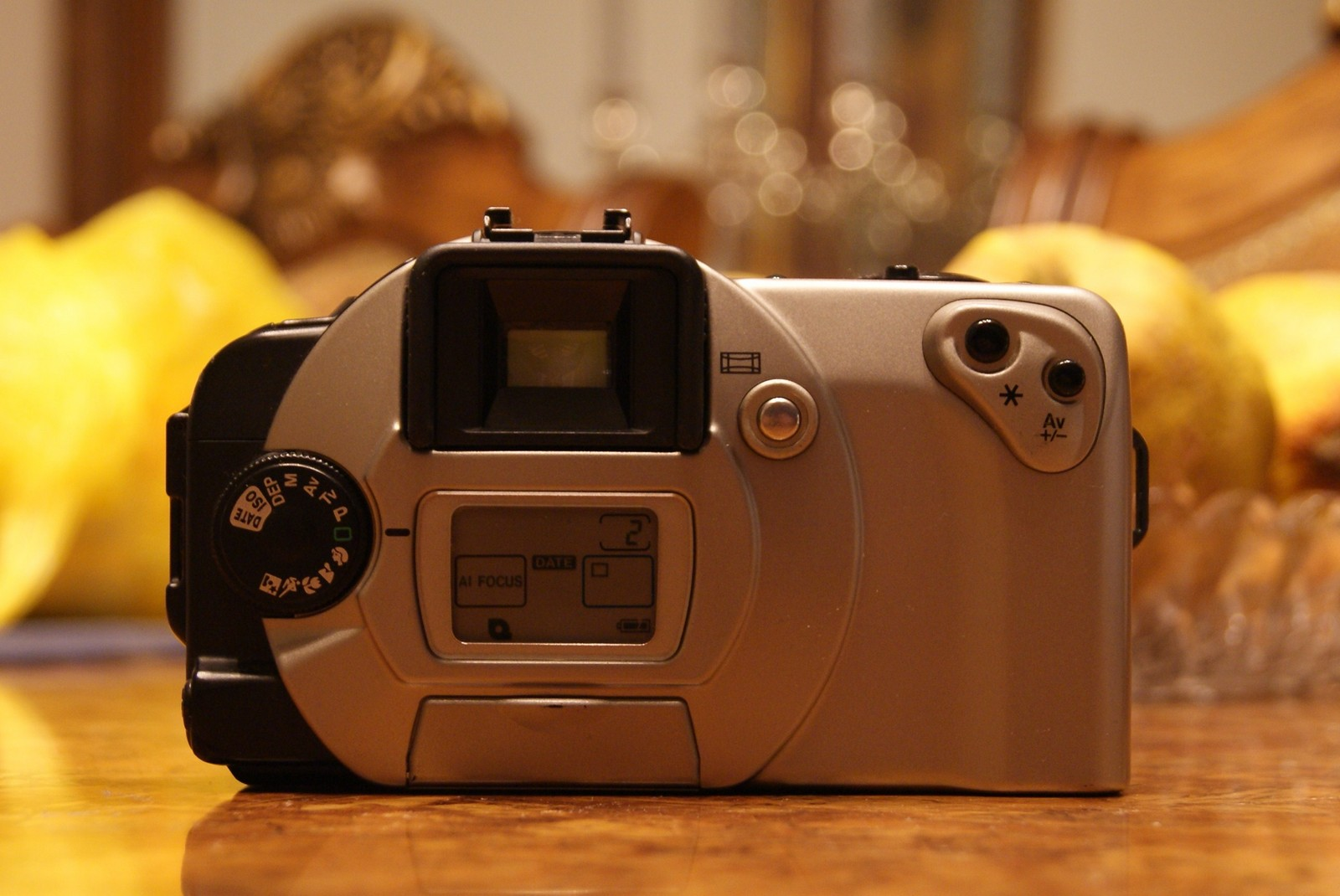